# Stellaria scaturiginella
Stellaria scaturiginella är en nejlikväxtart som beskrevs av Karl Heinz Rechinger. Stellaria scaturiginella ingår i släktet stjärnblommor, och familjen nejlikväxter. Inga underarter finns listade i Catalogue of Life.